# Eugene von Guérard
Eugene von Guérard   (Viena, 17 de novembre de 1811 - Londres i Chelsea, 17 d'abril de 1901) va ser un artista d'origen austríac, actiu a Austràlia des de 1852 fins a 1882. Conegut pels seus paisatges finament detallats en la tradició de l'escola de pintura de Düsseldorf, està representat a les principals galeries públiques d'Austràlia, i al país se'l coneix com a Eugene von Guerard.

## Primers anys de vida
Nascut a Viena, Àustria, von Guerard va recórrer Itàlia amb el seu pare (un pintor de miniatures a la cort de l'emperador Francesc I d'Àustria) des de 1826, i entre 1830 i 1832 va residir a Roma, on es va relacionar amb diversos artistes alemanys.. El pintor de paisatges més destacat entre aquests anomenats Deutsch Römer va ser Johann Anton Koch, però també hi va trobar membres del Lukasbund, un grup de joves artistes separatistes alemanys coneguts com els Natzarens, Des de 1841 va estudiar pintura de paisatge a Alemanya a la Kunstakademie de Düsseldorf i va viatjar molt. L'estil artístic personal de Von Guerard va ser format pel seu primer mestre, el seu pare miniaturista amb qui va viatjar per Itàlia. Altres influències atribuïdes a von Guerard són Claude Lorrain, Nicolas Poussin i Salvator Rosa. Durant els seus estudis a l'Acadèmia de Düsseldorf va absorbir el nou criteri per a l'art alemany promogut pel seu professor de paisatge Johann Wilhelm Schirmer sota la direcció de l'ex-membre natzarè Wilhelm von Schadow: presentar una temàtica elevada a l'estil d'una nova veritat, el  realisme. L'estil de pintura de Düsseldorf combinava conceptes de les tendències predominants: historicisme, un romanticisme persistent i un nou realisme de base visual que requeria prendre observacions de la natura. Els paisatges australians de Von Guerard mostren la seva percepció sensible del paisatge australià, mentre que la seva metodologia estilística exemplifica la confluència de diversos estils derivats de la seva herència artística europea.

## Austràlia
El 1852 von Guerard va arribar a Victòria, Austràlia, decidit a provar sort als jaciments d'or victorians. Com a cercador d'or no va tenir èxit, però va produir un gran nombre d'estudis íntims sobre la vida dels jaciments d'or, força diferents dels paisatges deliberadament impressionants pels quals més tard esdevindria famós.
Va ser un dels més influents residents de parla alemanya com Ludwig Becker, Hermann Beckler, William Blandowski, Amalie Dietrich, Wilhelm Haacke, Diedrich Henne, Gerard Krefft, Johann Luehmann, Johann Menge, Carl Mücke (també conegut com a Carl Mücke). Muecke), Ludwig Preiss, Carl Ludwig Christian Rümker (també conegut com a Ludwig Preiss). Ruemker), Moritz Richard Schomburgk, Richard Wolfgang Semon, Karl Theodor Staiger, George Ulrich, Robert von Lendenfeld, Ferdinand von Mueller, Georg von Neumayer, i Carl Wilhelmi que van portar les seves tradicions episemiques a Austràlia, i no només es van veure "profundament embolicats amb el projecte colonial australià", sinó que també estaven «intricadament involucrats en la imaginació, coneixement i formació de l'Austràlia colonial» (Barrett, et al., 2018, p.2).
A principis de la dècada de 1860, von Guerard va ser reconegut com l'artista paisatgista més important de les colònies, recorrent el sud-est d'Austràlia i Nova Zelanda a la recerca del sublim i el pintoresc. És més conegut per les pintures del desert produïdes durant aquest temps, que són notables per la seva il·luminació fosca i els seus detalls exigents. De fet, la seva visió de Tower Hill, al sud-oest de Victòria, es va utilitzar com a plantilla botànica més d'un segle després, quan la terra, que havia estat destruïda i contaminada per l'agricultura, va ser sistemàticament recuperada, boscosa amb flora autòctona i es va convertir en un parc estatal. L'exactitud científica d'aquest treball ha portat a una reavaluació de l'enfocament de von Guerard a la pintura del desert, i alguns historiadors creuen que és probable que el paisatgista estigués fortament influenciat per les teories ambientals del principal científic Alexander von Humboldt. Altres atribueixen la seva representació veraç de la natura al criteri de la pintura de figures i paisatges establert per l'Acadèmia de Düsseldorf.
El 1866 la seva Vall del Mitta Mitta va ser presentada a la National Gallery of Victoria de Melbourne; el 1870 els síndics van comprar el seu mont Kosciusko. El 2006, la ciutat de Greater Geelong va comprar el seu quadre de 1856 View of Geelong per 3,8 milions de dòlars australians. La seva pintura, Yalla-y-Poora, es troba a la col·lecció Joseph Brown exposada a la National Gallery of Victoria. El 2018, una altra pintura, Stoneleigh, Beaufort near Ararat, Victoria (1866) es va exposar permanentment a les Galeries de la Biblioteca Estatal de Nova Gal·les del Sud.
Les pintures de Von Guerard també van ser comprades per la Galeria d’Art de Nova Gal·les del Sud, incloent Waterfall, Strath Creek (1862), Sydney Heads (1865) i Milford Sound, Nova Zelanda (1877–1879) entre moltes altres.
La Biblioteca Estatal de Nova Gal·les del Sud de Sydney té 32 quaderns de dibuixos que cobreixen els vint-i-vuit anys de von Guerard a Austràlia i també el període dels seus primers viatges a Renània i Itàlia i el seu retorn a Europa després de 1881. Els dibuixos inclouen esbossos a llapis, dibuixos detallats a ploma i tinta o a llapis, i alguns amb color afegit i inclouen treballs realitzats en expedicions científiques amb Alfred William Howitt i Georg von Neumayer, el meteoròleg. Els quaderns cobreixen Itàlia i Alemanya, 1835–1852, Austràlia, 1854–1891, i el quadern anglès, 1891–1900.
L'única còpia coneguda del diari de von Guerard de 1852–1854 del seu temps als jaciments d'or es conserva a Anglaterra. Però una traducció mecanografiada feta a partir de l'original alemany es conserva a la Biblioteca Estatal de Nova Gal·les del Sud. Aquesta traducció ha estat digitalitzada i es pot veure en línia. Consisteix en un volum d'extractes enquadernats del diari de von Guerard, del 18 d'agost de 1852 al 16 de març de 1854, amb deu il·lustracions originals a tinta enganxades a les fulles al final del volum. Els extractes cobreixen la seva sortida de Gravesend England a bord del Windermere i el viatge cap a Melbourne, la seva estada als jaciments d'or d'Eureka i Ballarat i la seva sortida a Geelong. La traducció podria haver estat feta per la seva filla, Victoria, que va néixer a Austràlia i es va casar amb un anglès. Durant un breu temps, va viure a Daylesford i va crear diverses pintures de la zona.
El 1870 von Guerard va ser nomenat primer Mestre de l'Escola de Pintura de la National Gallery of Victoria, on havia d'influir en la formació dels artistes durant els 11 anys següents. La seva reputació, alta al començament d'aquest període, s'havia esvaït una mica cap al final a causa de la seva rígida adhesió a temes pintorescs i un tractament detallat davant l'auge de l'estil més íntim de l'escola de Heidelberg. Entre els seus alumnes hi havia Frederick McCubbin i Tom Roberts. Von Guerard es va retirar del seu càrrec a la National Gallery School a finals de 1881 i va marxar cap a Europa el gener de 1882. El 1891 va morir la seva dona. Dos anys més tard, va perdre les seves inversions en el crac del banc australià i va viure en la pobresa fins a la seva mort a Chelsea, Londres, el 17 d'abril de 1901.

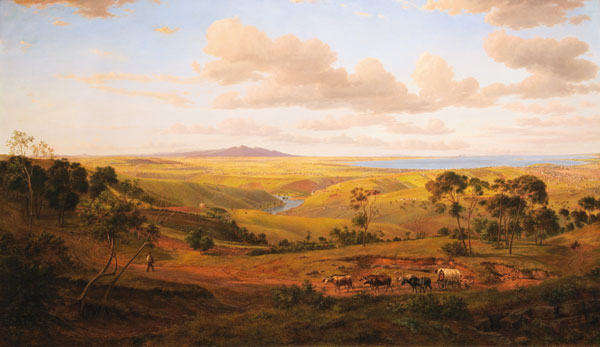
Vista de Geelong, 1856
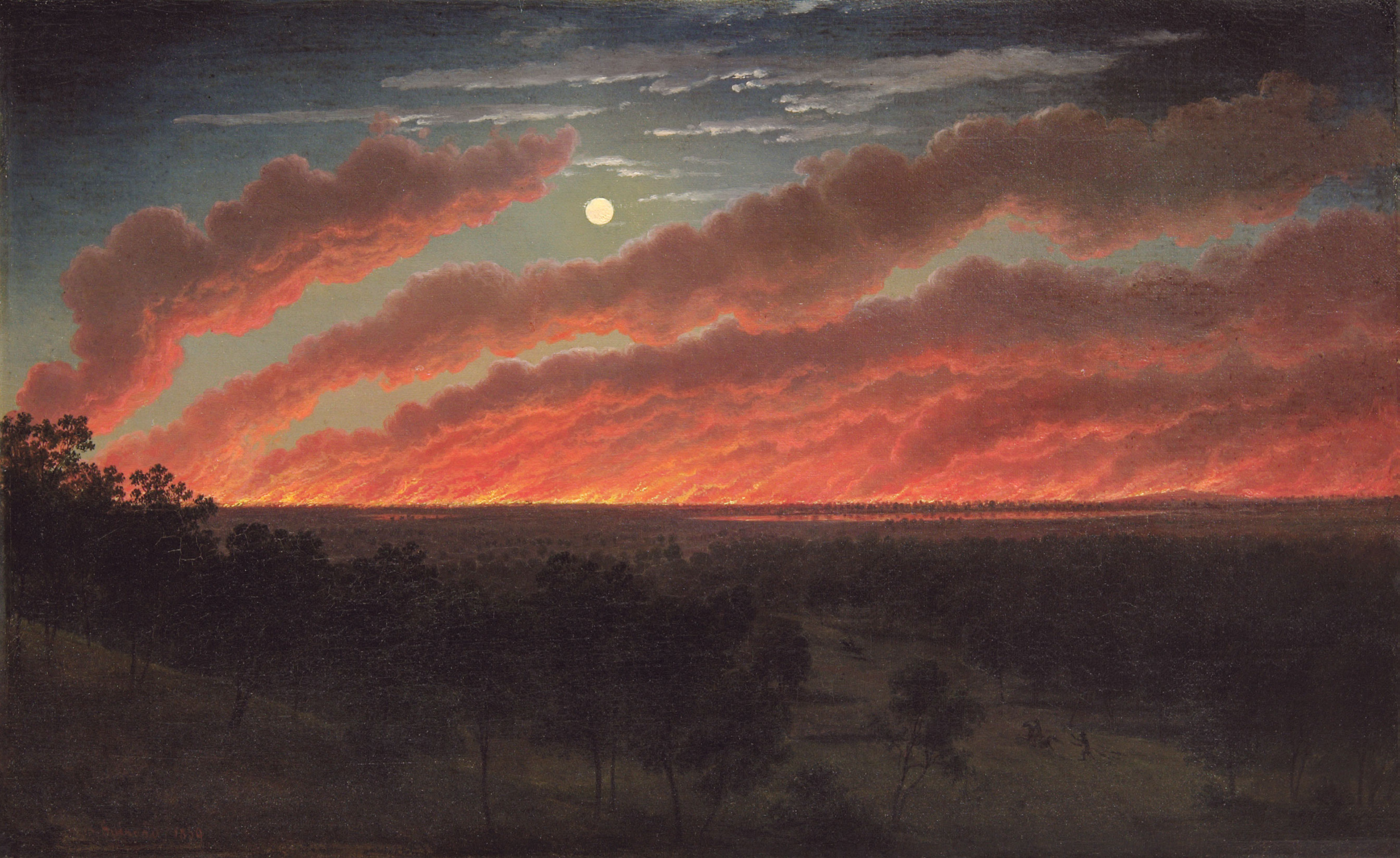
Incendi forestal entre Mount Elephant i Timboon, 1857
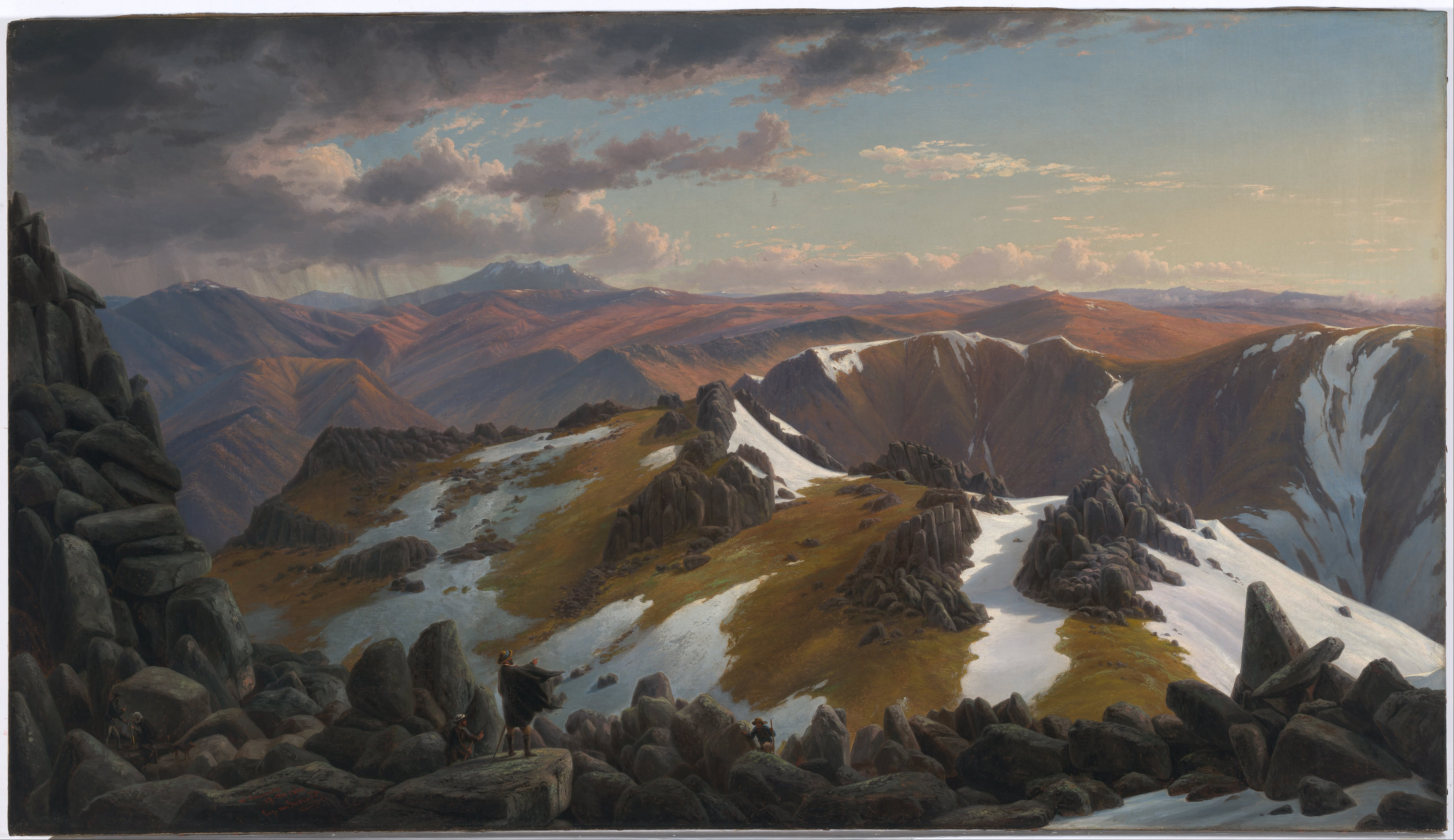
Vista del nord-est des del cim nord del mont Kosciuszko', 1863
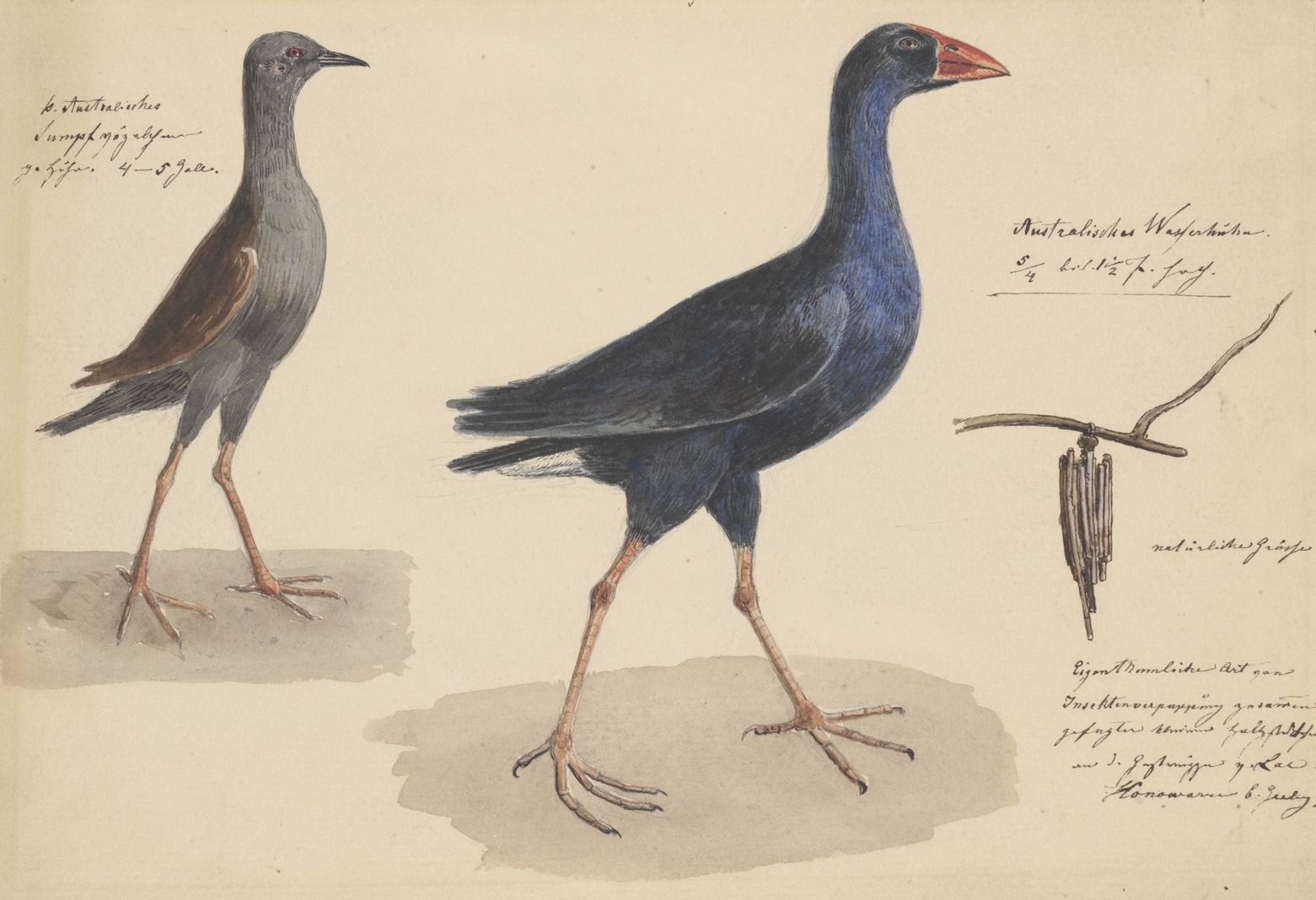
"Study of Australian wetland birds", 1854. Imatge cortesia de State Library Victoria
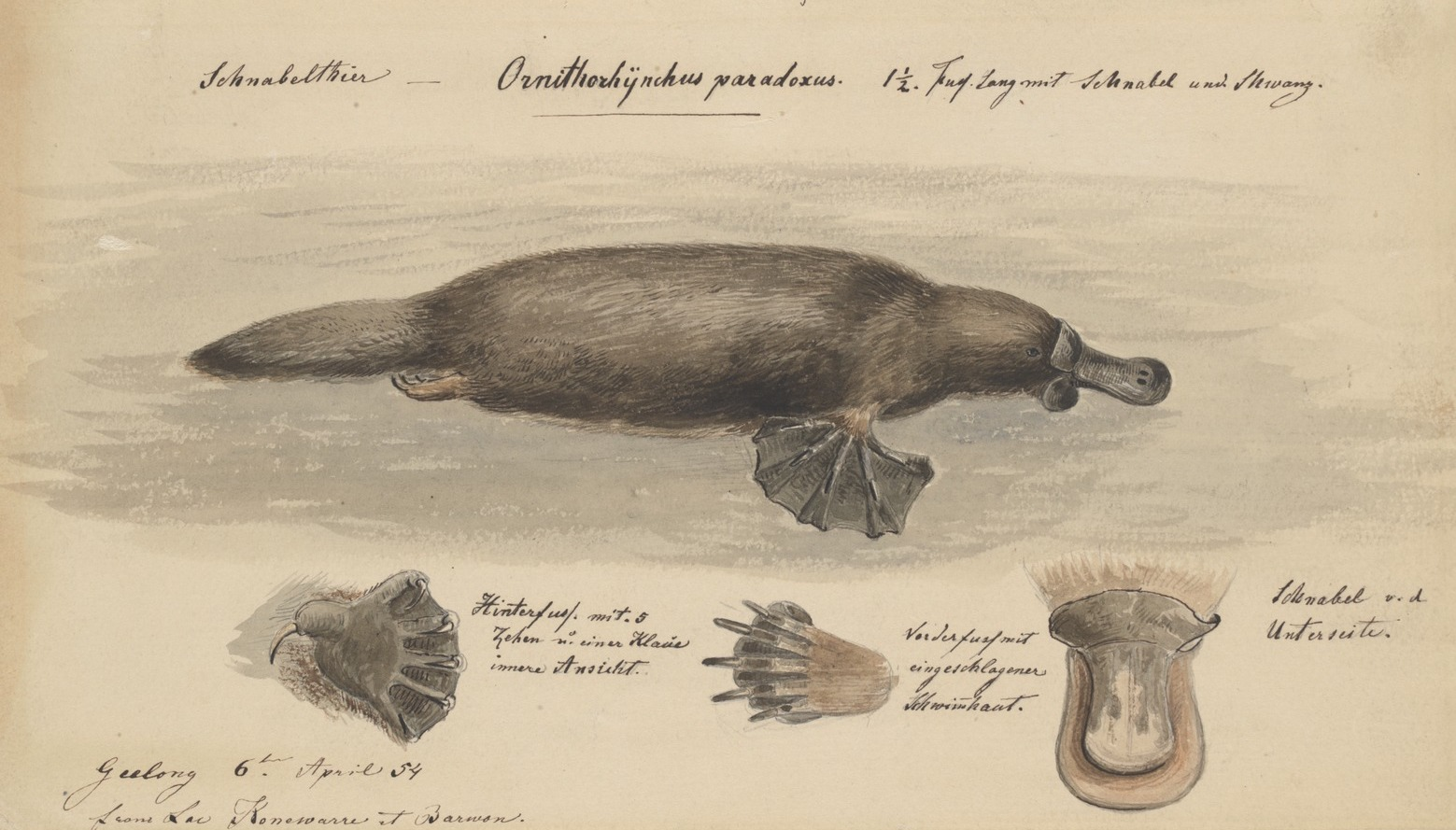
Study of Australian native animals, 1854. Imatge cortesia de State Library Victoria

## Publicacions
- Paisatges australians d'Eugen von Guerard, una sèrie de 24 litografies tintades […] extretes de la natura i litografiades per l'artista, amb premsa de lletres descriptives de cada vista (Melbourne: Hamel & Ferguson, 1867).
- Ruth Pullin, "The Vulkaneifel and Victoria's Western District: Eugène von Guérard and the Geognostic Landscape", a David R. Marshall, Melbourne Art Journal, núms 11–12, 2010.
- Von Guérard, E., & Tipping, M. (1975). Paisatges australians d'Eugène von Guérard / [Text de] Marjorie Tipping; amb un prefaci de Joseph Burke. (1a ed.). Melbourne: Lansdowne Press, referència en línia
- Pullin, R., Clegg, H., Varcoe-Cocks, M. i National Gallery of Victoria. Consell de Síndics. (2011). Eugene von Guérard: Nature Revealed, Ruth Pullin. (1a ed.). Melbourne: Consell de Síndics de la National Gallery of Victoria
- "Eugene von Guérard: Nature Revealed" Arxivat 2011-02-06 a Wayback Machine., Ian Potter Centre: NGV Australia exhibition, 16 d'abril al 7 d'agost de 2011
- Bruce, Candice; Art Gallery of New South Wales i Australian Gallery Directors Council. (1980). Eugen von Guérard, amb una introducció de Daniel Thomas. Sydney: Australian Gallery Directors Council juntament amb la Australian National Gallery